# I. William Zartman
Ira William Zartman (né le 9 janvier 1932 et mort à Whashington le 28 juillet 2025) est un politologue et professeur d’université américain. Il est expert en résolution de conflits et négociations internationales.
Il dirige l'école de gestion des conflits et des programmes d'études africaines et continue d'enseigner les questions africaines. Il est détenteur de la chaire Jacob Blaustein Organisations internationales et résolution des conflits. Il devient professeur émérite à la Paul H. Nitze School of Advanced International Studies (SAIS) de l'Université Johns-Hopkins. William Zartman parle couramment le français.

## Biographie

### Formation universitaire
William Zartman acquiert une maîtrise de l'université Johns Hopkins en 1952, un diplôme de l'université de Copenhague avec une bourse Fulbright en 1953, et termine son doctorat en relations internationales à l'université Yale en 1956.

### Carrière académique
William Ira Zartman consacre l’essentiel de son travail à la politique africaine et la négociation internationale. Il donne cours dans d’importantes institutions du monde entier, dont l'université de New York, l’Académie navale des États-Unis, Sciences Po à Paris et d’autres universités à travers l'Afrique, le Moyen-Orient et l'Europe.

### Contributions et expertise
Williams Zartman est reconnu pour son travail sur la théorie et la pratique de la négociation internationale, la politique africaine et la gestion des conflits. Son apport couvre divers domaines tels que :
- Dynamique politique nord-africaine et africaine

- Analyse des négociations et stratégies de rétablissement de la paix

- Approches de prévention et de résolution des conflits

Il est l’auteur de plusieurs ouvrages de référence, dont The Practical Negotiator, Ripe for Resolution et Cowardly Lions : Missed Opportunities to Prevent Deadly Conflict and State Collapse. Il intervient dans le développement des formations à la négociation aux États-Unis. Il participe à diverses revues universitaires et organisations internationales.

### Reconnaissance
William Zartman reçoit plusieurs prix: un Lifetime Achievement Award de l'Association internationale pour la gestion des conflits ; un doctorat honorifique de l'université catholique de Louvain.
Il est aussi président fondateur de l'American Institute for Maghrib Studies et président de la Middle East Studies Association.

### Mort
Ira William Zartman meurt à Whashington le 28 juillet 2025 à l’âge de 93 ans.